# Karantez vro
Karantez vro qui signifie l'amour du pays, en breton, est un poème breton d'Anjela Duval (1905-1981), mis en musique par Véronique Autret du groupe Gwalarn. La chanson est reprise en 2010 par Nolwenn Leroy dans son album Bretonne et en 2021 par Annie Ebrel dans son album Lellig.
Le poème raconte la blessure de jeunesse au cœur d'une femme qui n'a pas voulu quitter sa Basse-Bretagne pour suivre le marin qu'elle aimait. Lui aimait « les villes, les mers profondes, les pays lointains » alors qu'elle préférait les campagnes de son pays,.
Des enregistrements de Tinaïg Perche l'interprétant sur une autre mélodie, sont mis à disposition par l'association Dastum, comme lors de veillées dans le Trégor en 1970 et 1979, ou lors du concours Kan ar Bobl de 1981.